# Andrés Miso
Andrés Miso Molina (nacido el 7 de enero de 1983 en Madrid) es un ex-baloncestista y entrenador español de baloncesto. Fue jugador profesional de baloncesto, en la posición de escolta. En la actualidad es el entrenador del primer equipo del Club Juventud Alcalá en la categoría de Liga LEB Plata.

## Trayectoria

### Como jugador
Miso se formó en la cantera del Eurocolegio Casvi. Debutó con el Adecco Estudiantes en la ACB el 17 de noviembre de 2001 frente al Gijón Baloncesto. En la temporada 2003/04 logró el subcampeonato de liga. 
En 2006 dejó el club estudiantil para fichar por el Alta Gestión Fuenlabrada donde tuvo una notable actuación y fue nominado por la ACB como "mejor jugador de la jornada" en varias ocasiones.
La temporada 2007/08 fichó por el Cajasol de Sevilla donde promedió 8,4 puntos, 2,2 asistencias y 2,2 en los 34 partidos que disputó.
En julio de 2010 se compromete con el CAI Zaragoza por una temporada.
En julio de 2011 se compromete con el CB Murcia dónde jugaría durante dos temporadas.
En septiembre de 2013 vuelve a Club Baloncesto Estudiantes con un contrato de dos meses, que finalmente es prorrogado hasta final de temporada. En 2014 firma con el Baloncesto Fuenlabrada.
En el verano de 2015, cuando todavía no había cerrado un acuerdo con ningún equipo de cara a la siguiente campaña, refuerza durante 2 semanas los entrenamientos del Fenerbahçe Ülkerspor ante la falta de efectivos del conjunto de Želimir Obradović debido al Eurobasket. En noviembre de 2015 ficha por el Oviedo Club Baloncesto por lo que resta de temporada. Para Miso será su primera experiencia en LEB, después de 14 años en ACB.
La temporada 2016/17 compitió en las filas del Marín Peixe Galego, por lo que es un conocedor de la LEB Oro.
En diciembre de 2017, se compromete con el Chocolates Trapa Palencia de la liga LEB Oro.
La temporada siguiente, se compromete con el Basquet Coruña con un contrato temporal para suplir las bajas por lesiones que sufría el conjunto gallego.
En febrero de 2019 ficha por el Hestia Menorca de LEB Plata para jugar la fase de descenso de la liga.

### Como entrenador
En agosto de 2020 comienza como entrenador del primer equipo del Club Baloncesto Getafe en la Liga EBA.
El 20 de junio de 2023, firma como entrenador del Club Juventud Alcalá de la Liga LEB Plata.

## Selección nacional
Ha sido internacional con las secciones inferiores de la Selección de baloncesto de España. En el Campeonato Europeo de Baloncesto Sub-20 de 2002 celebrado en Vilna logró la medalla de plata, y la de bronce en los Juegos Mediterráneos de 2005 celebrados en Almería (España).

## Clubes

### Como jugador
- Club Baloncesto Estudiantes (ACB): 2001-2006.
- Baloncesto Fuenlabrada (ACB): 2006-2007.
- Cajasol (ACB): 2007-2010.
- CAI Zaragoza (ACB): 2010-2011.
- Club Baloncesto Murcia (ACB): 2011-2013.
- Club Baloncesto Estudiantes (ACB): 2013-2014.
- Baloncesto Fuenlabrada (ACB): 2014-2015.
- Oviedo Club Baloncesto (LEB Oro): 2015-2016.
- Club Baloncesto Peixefresco Marín (LEB Oro): 2016-2017.
- Chocolates Trapa Palencia (LEB Oro): 2017-2018.
- Básquet Coruña (LEB Oro): 2018-2019.
- Bàsquet Menorca (LEB Plata) 2019.

### Como entrenador
- Club Baloncesto Getafe (Entrenador) 2020-2023)
- Club Juventud Alcalá (Entrenador) 2023-Actualidad)